# Paul Almond

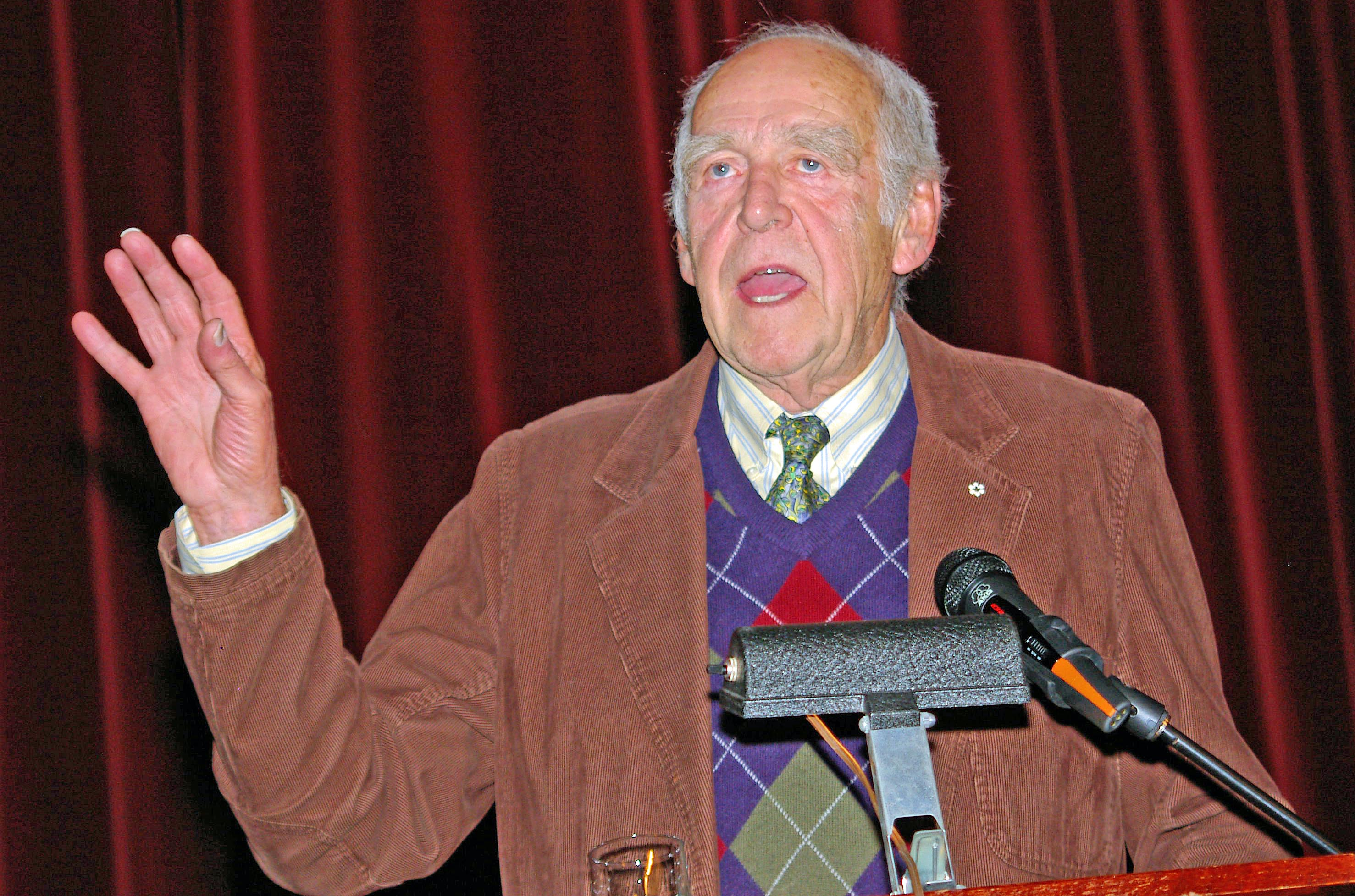
Paul Almond 2010 in der Victoria Hall in Westmount

Paul Almond OC (* 26. April 1931 in Montreal, Québec; † 9. April 2015 in Los Angeles, Kalifornien) war ein kanadischer Drehbuchautor, Filmregisseur und Filmproduzent.
Ab 1955 arbeitete Almond für das Fernsehen, erst 1968 drehte er seinen ersten Kinofilm.
Für den Film The Act of the Heart wurde er als bester Regisseur mit dem Canadian Film Award ausgezeichnet.
Von 1967 bis 1973 war er mit Geneviève Bujold verheiratet, mit der er einen Sohn hatte. Almond starb am 9. April 2015 im Alter von 83 Jahren in Beverly Hills an den Folgen eines Herzinfarkts.

## Filmografie
- 1962: Backfire!
- 1964: Seven Up!
- 1968: Isabel
- 1970: The Act of the Heart
- 1972: Journey
- 1980: Der eiserne Vorhang – Wenn der KGB versagt... (Final Assignment)
- 1983: Ups & Downs
- 1987: Gefangene Herzen (Captive Hearts)
- 1991: The Dance Goes On
- 2005: 49 Up
- 2012: 56 Up